# Ministero della salute (Croazia)
Il Ministero della salute (in croato Ministarstvo zdravstva) è un dicastero del governo croato deputato al coordinamento e alla gestione del sistema sanitario e del benessere sociale.
L'attuale ministra è Irena Hrstić, in carica dal 6 dicembre 2024.
Il ministro che ha ricoperto l'incarico per più tempo (nonché unico a ricoprire l'incarico molteplici volte) è Andrija Hebrang, che è rimasto alla guida del Ministero della salute della Croazia per un totale di 7 anni e 343 giorni durante le amministrazioni di sei Primi ministri della Croazia.